# 스태퍼드구

스태퍼드구의 위치

스태퍼드구(영어: Borough of Stafford)는 잉글랜드 스태퍼드셔주에 위치한 비도시 자치구로 중심 도시는 스태퍼드이며 인구는 132,241명(2014년 기준), 면적은 598.2km2이다.